# Nordisk tidskrift för vetenskap, konst och industri
Nordisk tidskrift för vetenskap, konst och industri är en tidskrift utgiven i Stockholm sedan 1878 av Letterstedtska föreningen.
Den redigerades 1878–1880 av Claes Annerstedt, 1880–1921 av Oscar Montelius och därefter av Nils Herlitz med medredaktörer i Danmark och Norge. Genom en överenskommelse med Föreningen Norden 1925 fick tidskriften till huvudsyfte att verka för att Främja det kulturella utbytet mellan Nordens folk.
Nordisk tidskrift för vetenskap, konst och industri innehåller i första hand essäer, artiklar samt recensioner av nordiska böcker. Från 1972 utgavs tidskriften med sex nummer per år, men sedan 1998 utkommer den med fyra nummer per år.